# Epidendrum cardioepichilum
Epidendrum cardioepichilum là một loài thực vật có hoa trong họ Lan. Loài này được Hágsater, D.Trujillo & E.Santiago mô tả khoa học đầu tiên năm 2008.